# Prewitt–Allen Régészeti Múzeum
A Prewitt–Allen Régészeti Múzeum az Amerikai Egyesült Államok Oregon államának Salem városában, a Corban Egyetem campusán elhelyezkedő múzeum.
900 darabos gyűjteménye főleg a keleti mediterrán térségből származik; egy palimpszeszt és ősi olajlámpák mellett a rosette-i kő és Hammurapi törvényoszlopának másolatai is megtalálhatók itt.

## Története
Robert Allen 1953-ban, még az iskola kaliforniai campusán tett erőfeszítéseket egy múzeum létrehozására, mivel úgy gondolta, hogy a műtárgyak a kurzusai jó szemléltetőeszközeiként szolgálnának. Ugyanezen évben egy ötödik századi papirusztöredéket vásárolt. Az 1964-től hét éven át tartó gyűjtőmunkája során a Közel-Kelet és Európa 39 országából gyűjtött leleteket. A főiskolára 1971 májusában tért vissza.
A múzeum korábban a Robert S. Allen nevet viselte. 1975-ben Allen papirusztöredékét kölcsönadták a California Institute of Technologynak, hogy azon tesztelhessék a Mariner-szondák által küldött képek élesítéséhez használt szoftvert; a folyamat célja volt, hogy a kikaparással és felülírással eltüntetett eredeti szöveget olvashatóvá tegyék. 1998-ban a múzeum gyűjteménye hatszáz darabosra nőtt, ekkor kurátora Adrian Jeffers lett. 2008 márciusában megszerezték Tutanhamon maszkjának teljes méretű mását, az évben később pedig egy kilencvenezer dollár értékű Tóra-tekercset adományoztak az intézménynek. A 43 centiméteres darab a mai Irak területéről származik. 2009-re a gyűjtemény elérte mai nagyságát.

### Névadói
A múzeum névadói Robert S. Allen és Frank Prewitt, akik az 1950-es években hozzájárultak létrejöttéhez. Allen ötven éven át volt az iskola teológiaoktatója, Prewitt pedig postai kézbesítő, amatőr régész, 1956 és 1969 között pedig a főiskola régészeti óraadója volt.

## Gyűjteménye
A múzeum gyűjteménye az egyetemi könyvtár emeleti folyosóján van kiállítva. A műtárgyak főként a keleti mediterrán térségből származnak; ebbe beletartoznak mai országok (Görögország, Törökország, Libanon, Izrael, Irak, Egyiptom és mások), valamint ókori területek (Sumer, Mezopotámia és Palesztina) is. Az intézmény szerint ők az egyetlen ilyen létesítmény Brit Columbia és Kalifornia között.
A gyűjtemény részét képezi az olajlámpák evolúcióját bemutató kiállítás, ahol a világítótestek időrendben a bronzkortól a vaskoron át a középkorig vannak sorba rendezve. Megtalálhatók itt az ókori Palesztina, Mezopotámia, Egyiptom és Görögország mindennapi életét bemutató kéziszerszámok, fazekastárgyak, nyílvesszők, könnygyűjtő üvegek, ivóedények, parfümös üvegek, érmék és agyagtáblák is.
A gyűjtemény legértékesebb darabja a 700-as évekből származó palimpszeszt, melyen Vergilius Georgikonjának görög nyelvű összefoglalóját írták felül A bölcsesség könyvével kapcsolatos kopt nyelvű szövegekkel. Az eredeti kézírás az 5. századból származik.
A legrégebbi darabok az időszámításunk előtt 3000-ből származó fazekastárgyak, de megtalálhatóak itt az időszámításunk előtt 2700-tól az időszámításunk szerint 1. századig tartó időszakból eredő, Beér-Sevából származó agyagtáblák is. Egy amforát egy földközi-tengeri hajóroncsban találtak meg.
A gyűjteményben számos, a múmiákhoz köthető elem található, például a belső szervek tárolására szolgáló, gorillaalakú kanópuszedények, illetve egy időszámításunk előtt 1500-ból származó sólyommúmia, amely Ozirisz alakjába van tekerve.
A múzeumban számos replika is található, például a rosette-i kő vagy Hammurapi törvényoszlopának bazaltba vésett másolata. Megtalálhatók itt III. Sulmánu-asarídu obeliszkjének, Nofertiti ékszereinek, továbbá Tutanhamon mellszobrának másolatai is. Az intézmény rendelkezik az Újszövetség összes kéziratának teljes körű másolataival is.

## Fordítás
- Ez a szócikk részben vagy egészben  a   Prewitt–Allen Archaeological Museum című angol Wikipédia-szócikk ezen változatának fordításán alapul.  Az eredeti cikk szerkesztőit annak laptörténete sorolja fel. Ez a jelzés csupán a megfogalmazás eredetét és a szerzői jogokat jelzi, nem szolgál a cikkben szereplő információk forrásmegjelöléseként.